# Baby Boo
ベイビーブー (Baby Boo) は、日本の男性5人組のコーラスグループである。ケイダッシュグループの芸能事務所アワーソングスに所属する。

## 経歴
1996年9月に結成し、「声」だけで魅せるコーラス・エンタテインメント・グループとして、2002年にイーストウエスト・ジャパンからメジャー・デビューした。
2011年から新宿「うたごえ喫茶ともしび」へ通い、今までに「ともしび」の監修で「うたごえ喫茶アルバム」シリーズを4作発売した。
2016年10月26日、ボニージャックスと総勢9人のコーラスユニット「ボニーさんとブー」で、シングル「じいじのシンデレラ」を発売した。
2017年11月に発売したオリジナルシングル「ごめんね…ありがとう」のC/W曲「花が咲く日は」が、「うたごえ喫茶ともしび」年間リクエストランキングで2018年と2019年に1位となり、2019年4月24日に同曲をタイトルにしたアルバム「花が咲く日は」を発売した。 
2018年、ボニージャックスとともに小田原童謡大使に就任。
2019年公開のフルCGアニメ映画「ライオン・キング」プレミアム吹替え版でコーラスとして参加。
その他、テレビやラジオの音楽番組に出演。「日本武道館で1万人の大合唱祭を行う」ことを目標に正統派コーラスグループとして活動している。 

## 現メンバー
| 名前     | 誕生日         | パート       | 本名                          | 出身 | 血液型 | 備考                                                      |
| -------- | -------------- | ------------ | ----------------------------- | ---- | ------ | --------------------------------------------------------- |
| シノブ   | 1977年1月31日  | トップテナー | 瀬川忍（せがわ しのぶ）       | 大阪 | O型    | 大阪音楽大学卒業                                          |
| ユースケ | 1979年11月19日 | テナー       | 水野裕介（みずの ゆうすけ）   | 京都 | A型    | 名前の由来：広い心で人を介（たすけ）る。 立命館大学中退。 |
| チェリー | 1978年11月14日 | リードテナー | 櫻井貴之（さくらい たかゆき） | 東京 | A型    |                                                           |
| ケン     | 1975年9月5日   | バリトン     | 若松健治（わかまつ けんじ）   | 大阪 | AB型   | 関西大学卒業                                              |
| ユウ     | 1974年7月30日  | ベース       | 藤森祐輔（ふじもり ゆうすけ） | 東京 | A型    | Shinobuの高校の先輩。                                     |

## 元メンバー
- Kazz - 結成時の中心メンバー。ライブではボイスパーカッションを担当していた。脱退後は神戸を中心に活動するアカペラバンドPermanent Fishのリーダー、他にソロのボーカル・パーカショニストとして活動している。
- Tsune（阿部恒憲）

## ディスコグラフィ

### 企画盤
1. 「一歩ずつの勇気 (KIT KAT Edition)」（2005年11月14日・breaktown LABEL）
Kit Katとのコラボレーション企画。PVには、女優鈴木杏が出演。演出は早川和良。
2. 「eternal heart」（2007年11月15日）
大分県の百貨店「トキハ」のクリスマスイメージソング。同社店舗で限定販売でシングルCDが発売された。

### 参加作品
1. 「SOUND　CIRCUS HEART V」　サーカス　オリジナルアルバム
※Shinobu、You参加。5曲目「遥か」（作詞：奥村政佳（from RAG FAIR） / 作曲：瀬川忍（from Baby Boo） / ベースコーラス：You（from Baby Boo））
2. 「ジブリ・アカペラスタイル」カヴァーコンピレーション・アルバム（2010年9月22日）
※2曲目「風の谷のナウシカ」・6曲目「テルーの唄」・10曲目「世界の約束」
3. 「ネスカフェ・イメージアルバム〜コーヒー・ブレイク・ジャズ」（2010年6月23日、キングレコード）
※ 1曲目「目覚め〜ネスカフェ・ゴールドブレンドのテーマ〜（ネスカフェ・ゴールドブレンド15秒CMバージョン）」

※ 16曲目「目覚め〜ネスカフェ・ゴールドブレンドのテーマ〜（ネスカフェ・ゴールドブレンド30秒CMバージョン）」
4. 「じいじのシンデレラ」ボニーさんとブー（2016年10月26日） - シングルCD
※ボニージャックスとベイビー・ブーによる総勢9名のコーラスユニット
5. 「Funfare」風男塾（2021年3月17日、テイチクエンタテイメント）
※10曲目「忘れ雪」コーラスアレンジ及びコーラスで瀬川忍が参加
6. 「明日への伝言」川中美幸&ベイビー・ブー（2018年8月15日） - デュエットシングルCD
※川中美幸&ベイビー・ブによるデュエット

### 舞台
- 元禄音楽劇『黒椿』（2011年7月16日 - 24日、池袋あうるすぽっと）[2]
- ミュージカル「ドラキュラ」（2013年8月23日 - 9月8日、東京国際フォーラム・ホールC） - レンフィールド 役（櫻井貴之）[3]

## ミュージックビデオ
| 監督        | 曲名                                           |
| 大橋陽      | 「Love Knot」                                  |
| 久保茂昭    | 「Gift」「キミノミカタ」「月が揺れる空の下で」 |
| 末吉宣継    | 「Love Letters」                               |
| hiroc＋Yumi | 「プラネタリウム」                             |
| 不明        | 「Little Christmas」「一歩ずつの勇気」         |

## タイアップ
- プラネタリウム：「ワンダフル」（TBS系列） - 2002年2月度エンディングテーマ
- Love knot：「『AX MUSIC-TV』AX POWER PLAY #004」（NTV系） - テーマソング
- Happy Candy：「ステキにごはん」（NTV系）テーマソング
- 月が揺れる空の下で：「TVおじゃマンボウ」（NTV系） - エンディングテーマ
- Gift：テレビドラマ「幸せ咲いた〜結婚相談所物語〜」（フジテレビ系列） - 主題歌
- キミノミカタ：「日立 世界・ふしぎ発見!」（TBS系） - エンディングテーマ
- ひまわり：「トミーズのはらぺこ亭」（KTV） - エンディングテーマ
- Love 1/2：テレビドラマ「Deep Love 〜アユの物語〜」（テレビ東京系） - 挿入歌

## 出演

### ラジオ
- ベイビーブーを堪能するだけの時間（2022年11月 - 、NHKラジオ第1） - 不定期[注 1]

## その他
- TBSラジオ番組間サウンドロゴ（ジングル）を歌唱